# Bazylika św. Antoniego z Padwy na Eskwilinie
Bazylika św. Antoniego z Padwy na Eskwilinie (wł. Basilica di Sant'Antonio da Padova all'Esquilino) – bazylika w Rzymie na Eskwilinie przy Via Merulana, od 1960 tytularny kościół kardynalski, ustanowiony przez papieża Jana XXIII. Nazywana również Bazyliką św. Antoniego z Padwy na Lateranie.
Świątynia ta jest kościołem rektoralnym parafii św. Marcelina i Piotra na Lateranie oraz kościołem tytularnym, mającym również rangę bazyliki mniejszej.

## Lokalizacja
Kościół znajduje się w XV Rione Rzymu – Esquilino przy Via Merulana 124.

## Historia
Kościół wraz z okalającym klasztorem powstał według projektu rzymskiego architekta Luca Carimini w latach 1884-1888. Franciszkanie zostali pozbawieni swojego klasztoru na Aracoeli w Rzymie, gdzie wzniesiono monumentalny pomnik Ołtarz Ojczyzny. Nowy kościół i klasztor miały stać się jedną z ich nowych siedzib na terenie Wiecznego Miasta. Kościół poświęcił 4 grudnia 1887 kard. Lucido Maria Parocchi.

## Architektura i sztuka
Od strony ulicy do bazyliki wchodzi się przez podwójne schody, w których centrum znajduje się statua patrona świątyni św. Antoniego Padewskiego trzymającego Dzieciątko Jezus.
Bazylika dzieli się na trzy nawy. Oddzielają je od siebie kolumnady z czerwonego granitu. Kościół posiada boczne kaplice i chór. Za ołtarzem głównym znajduje się chór zakonny ze stallami oraz absydą ozdobioną freskami. Malowidło przedstawiające Apoteozę zakonu franciszkańskiego jest dziełem o. Bonaventury Loffredo da Alghero.
Obrazy w ołtarzach bocznych:
- Święta Klara, Giuseppe Bravi
- Święty Franciszek, Franz De Rhoden
- Męczennicy japońscy, Cesare Mariani
- Niepokalana, Francesco Szoldaticz
- Św. Ludwik z Tuluzy, Eugenia Pignet

W dolnym kościele, podzielonym na trzy nawy kolumnadami z trawertynu, znajduje się 45 marmurowych ołtarzy, które kiedyś służyły kapłanom-studentom Antonianum do odprawiania mszy świętych w czasach przed soborem watykańskim II.

## Kardynałowie prezbiterzy
Bazylika św. Antoniego z Padwy na Eskwilinie jest jednym z kościołów tytularnych nadawanych kardynałom-prezbiterom (Titulus Sancti Antonii Patavini de Urbe).
- Peter Tatsuo Doi (1960–1970)
- António Ribeiro (1973–1998)
- Cláudio Hummes (2001–2022)
- Américo Aguiar (2023–)